# Leonard Barden
Pour les articles homonymes, voir Barden.
Leonard William Barden est un joueur d'échecs et un journaliste anglais né le 20 août 1929 à Croydon, champion britannique en 1954.

## Biographie et carrière
Leonard Barden remporta le championnat d'échecs de Grande-Bretagne en 1954 à Nottingham (ex æquo, titre partagé avec Alan Phillips) et le tournoi de Bognor Regis la même année. Il finit premier ex æquo et deuxième après un match de départage contre Jonathan Penrose en 1958. Il finit quatrième du tournoi de Hastings 1951-1952 (victoire de Svetozar Gligorić) et 1957-1958.
Il représenta l'Angleterre lors de quatre Olympiades de 1952 à 1962, marquant 20,5 points en 40 parties.
Il est chroniqueur pour le Guardian depuis septembre 1955 et du Financial Times depuis 1974. Sa chronique au London Evening Standard parut de juin 1956 au 31 janvier 2020.
En 2014, la Fédération internationale des échecs (FIDE) et l'Association of Chess Professionals (ACP) lui décernèrent le prix ACP-FIDE des vétérans distingués d'un montant de cinq mille dollars.

## Publications
- (en) The King's Indian Defense, Leonard Barden, William Hartston & Raymond Keene, 1969, Batsford
- Bernard Cafferty et Leonard Barden (avant-propos) (trad. Raymond Lhoste), Les 100 meilleures parties de Spassky [« Spassky's 100 best games »], Paris, Payot, 1973, 328 p. (ISBN 978-2-228-15160-3, OCLC 462943057)
- (en) Modern Chess Miniatures by Leonard Barden, 1977
- (en) Chess: 80 Classic Problems, 2009